# Huevos con tomate
Los huevos con tomate o en salsa de tomate son una preparación de huevo frito, huevo escalfado, huevo duro, huevos revueltos o en tortilla, tradicionalmente acompañados de tomates cocidos. Se difundió en Europa con el uso de la tomatera en la cocina en el siglo xix. Además, la ensalada de tomates crudos y huevos duros es un componente de la alimentación tradicional atestiguado en Bretaña. También es la base de ensaladas compuestas o de tomates crudos rellenos con macedonias que incluyen huevos duros.

## Historia
Los huevos con tomate eran un entremés frecuente en la cocina de Carême (1815). Uno de los 32 entremeses de su Menú de verano incluía huevos fritos en salsa de tomate. En su Menú del 30 de septiembre (1822), Carême menciona los huevos escalfados con tomate como entremés. El Traité de la préparation des substances alimentaires (1830) menciona los huevos fritos como una entrada que se puede servir con jugo, con salsa picante o con salsa de tomate. Este texto fue retomado por diversos autores, entre ellos Charles-Yves Cousin d'Avallon en 1836. En 1893, la condesa de Travanet menciona los huevos fritos con puré de tomates frescos como entrada en un menú para cazadores. En 1836, Aglaé Adanson fue la primera en mencionar los huevos revueltos con tomate, mezclados directamente en una salsa de tomate.

## Huevos y tomates cocidos
La forma más simple es el huevo en salsa de tomate: tomates cocidos durante 10 min con aceite de oliva, sobre los cuales se rompen huevos que se cocinan como huevo frito. La salsa de tomate puede enriquecerse con cebolla y albahaca. En la cocina gascona, la grasa de oca reemplaza el aceite.

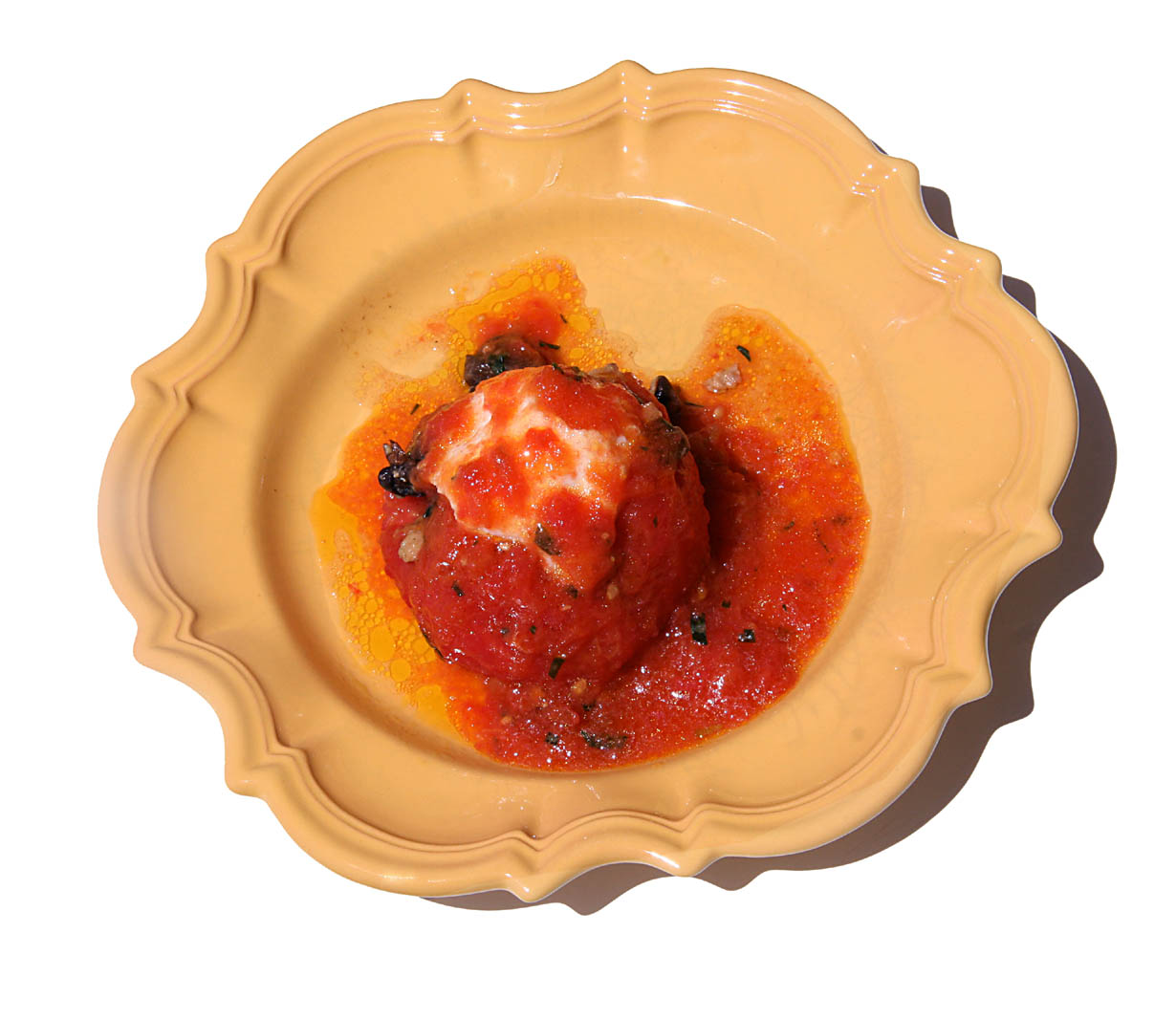
Huevo a la cardinal, huevo escalfado con salsa cardinal (tomate, estragón)

A. Bautte sirve una salsa de tomate en salsera junto a los huevos fritos. La tortilla con tomate se elabora añadiendo salsa de tomate a los huevos batidos y sirviendo la tortilla acompañada de más salsa de tomate, Recientemente, han surgido nuevas preparaciones como los huevos con tomate al horno, el flan de huevos con tomate y el huevo cocido a baja temperatura dentro de un tomate (E. Fréchon).
Los huevos a la cardinal son una receta sofisticada de la antigua cocina francesa: el tomate se pela, se vacía y se escalfa, luego se introduce un huevo también escalfado y se cubre todo con una salsa de tomate al estragón o una salsa cardinal, o con una guarnición cardinal (trufa negra, langosta, foie gras, etc.), cuya composición varía según la fuente.

## Huevos y tomate crudo

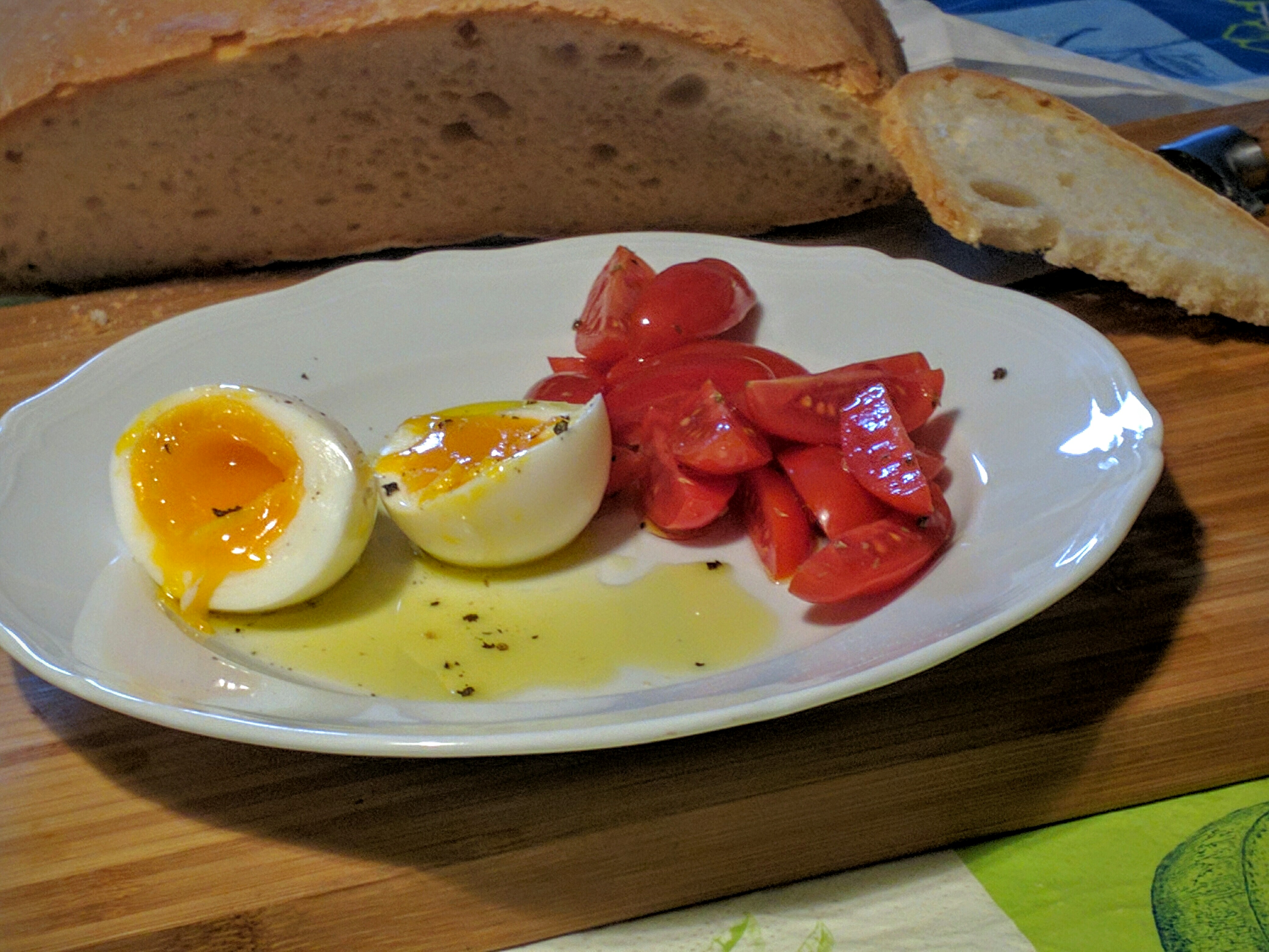
Huevo mollet y ensalada de tomates

La ensalada de tomate con rodajas de huevo duro es un ejemplo clásico de cocina improvisada de última hora. Alfred Guérot (1952) propone tomates rellenos de huevo duro con mayonesa como un entrante frío para el verano. La combinación de tomate y huevo duro frío suele incluir atún: tomate relleno de atún y huevo duro. El atún en aceite, el huevo duro, la vinagreta y el perejil, rodeados de tomate, forman parte de la llamada ensalada bretona según Édouard Nignon (1924). En España, se acostumbra a añadir orégano o alcaparras. Las guarniciones y condimentos de la ensalada de tomate con huevo duro o de los tomates rellenos de huevo duro incluyen anchoas, albahaca y sardinas.
Estas combinaciones conducen a ensaladas mixtas como la ensalada nizarda.